# جری فوجیو
جری فوجیو (انگلیسی: Jerry Fujio؛ ۲۶ ژوئن ۱۹۴۰ – ۱۴ اوت ۲۰۲۱ (سن ۸۱)) خوانندگی، بازیگر، تارنتو اهل ژاپن بود.